# Ulrik Christoffer Frölich
Ulrik Christoffer Frölich, född 11 juli 1678 i Mecklenburg, död 6 februari 1756, var ett svenskt hovrättsråd och lagman.
Han blev 1716 generalauditör och 1724 hovrättsråd i Göta hovrätt. Han blev lagman i Bohus läns norra lagsaga 1718 och 1725 i Västergötlands och Dals lagsaga, från 1733 i Skaraborgs läns lagsaga som han var till 1749. Riddare av Nordstjärneorden 1748.